# Крысин, Иван Николаевич
Ива́н Никола́евич Кры́син (1897, Кузятово — 30 января 1919, остров Найссаар) — русский матрос и революционер.

## Биография
Родился в селе Кузятове Ардатовского уезда Нижегородской губернии. С началом Первой мировой войны был призван на Российский императорский флот, проходил службу на кораблях в Балтийском море. В 1916 году вступил в Российскую социал-демократическую рабочую партию. После начала Гражданской войны воевал на флоте на стороне красных. В декабре 1918 года в составе других моряков миноносца «Спартак» и эсминца «Автроил» участвовал в бою против кораблей Британского флота в Таллинском заливе. Бой завершился захватом российских кораблей и интернированием их экипажей в лагерь военнопленных на острове Найссаар. Крысин, как член судового комитета РКП (б), в плену руководил агитацией пленных и подготовкой восстания. За это 30 января 1919 года был расстрелян в числе 36 пленных.